# Атанас Илиев (психолог)
Вижте пояснителната страница за други личности с името Атанас Илиев.
Атанас Атанасов Илиев е български психолог и философ.

## Биография
Роден е в Стара Загора на 1 декември 1893 г. в семейството на просветния деец Атанас Илиев. Следва философия в Русия, Швейцария и Франция. Довършва образованието си в Софийския университет през 1918 г. Специализира психология във Виена. Учителства в София. В периода 1925 – 1927 г. е член на литературния кръг „Стрелец“. Сътрудничи в издаването на „Натурфилософска библиотека“ и на списанията „Българска мисъл“, „Златорог“, вестник „Литературен глас“. От 1937 г. е преподавател в Софийския университет, а от 1943 г. доцент в Скопския университет, след това е и негов ректор. Професор по етика и естетика в Софийския университет (1944 – 1962). Автор е на сборник есета „Между изкуството и живота. Естетически опити“. Умира на 9 февруари 1985 г.
В Централния държавен архив се пазят негови спомени, статии и снимки – ф. 1843к, 1 опис, 476 а.е.

## Идеи и творчество
Привърженик на „интелектуалния интуитивизъм“ (Анри Бергсон), опитва да свърже ремкеанството (Йоханес Ремке) с психоанализата. Отделно от това работи в областта на проблемите на етиката и естетиката. Трудове по естетика, история на философията и етиката.